# Luis Alberto Crespo
Luis Alberto Crespo Herrera, né le 13 avril 1939 à Carora (Lara, Venezuela),, est un poète, critique et éditorialiste vénézuélien, vainqueur du prix national de littérature du Venezuela 2010-2012.

## Biographie
Il a étudié le journalisme à l'université centrale du Venezuela puis à Paris. Il a dirigé le papier littéraire du journal El Nacional. Il a créé et dirigé l'édition des jours fériés de ce même journal. Il fut directeur de l'information culturelle de l'agence d'informations Venpres. Il a fondé et fut conseiller éditorial de « G », le supplément culture du journal « El Globo », et fut membre du conseil éditorial de la revue de la Banque centrale du Venezuela.
Il appartient à l'équipe permanente des ateliers de narration et de poésie du Centro de Estudios Latinoamericanos Rómulo Gallegos ("Centre d'Études Latino-américaines Rómulo Gallegos") . Il dirigea le magazine Imagen.
Il est en poste en tant qu'ambassadeur de la république bolivarienne du Venezuela auprès de l'UNESCO depuis 2012.

## Sources
- (es) Cet article est partiellement ou en totalité issu de l’article de Wikipédia en espagnol intitulé « Luis Alberto Crespo » (voir la liste des auteurs).